# Heidi Hanselmann
Heidi Hanselmann (* 12. April 1961 in Rorschacherberg) ist eine Schweizer Politikerin der Sozialdemokratischen Partei. Sie war von 2004 bis 2020 Regierungsrätin des Kantons St. Gallen und stand dem Gesundheitsdepartement vor. In den Jahren 2008/09, 2014/2015 und 2019/2020 war sie Regierungspräsidentin.

## Biografie
Als jüngstes Kind eines Polizisten und einer Hausfrau wurde Hanselmann 1961 in Rorschacherberg geboren. Sie wuchs in St. Gallen auf und verbrachte dann einige Jahre in Rapperswil. Nach der dritten Klasse der Primarschule zog sie nach St. Margrethen um. Hanselmann schloss das Lehrerseminar an der Kantonsschule in Heerbrugg ab und war darauf sechs Jahre lang Primarlehrerin an der Primarschule in Au. 1992 schloss Hanselmann das Studium für Logopädie an der Hochschule für Heilpädagogik in Zürich ab.
Hanselmann wohnt in Walenstadt und hat das Bürgerrecht von Sennwald.

## Politische Karriere
Hanselmann wurde nach ihrem Beitritt zur Sozialdemokratischen Partei 1996 direkt in den Kantonsrat von St. Gallen gewählt. Als Lehrerin setzte sich Hanselmann im Kantonsrat vor allem mit Bildungsthemen auseinander. 2004 wurde Hanselmann in die Regierung gewählt, deren Präsidentin sie 2008/09, 2014/2015 und 2019/2020 war. Ihr grösster politischer Erfolg war die im November 2014 gewonnene Volksabstimmung, mit welcher das St. Galler Volk Hanselmanns Spitalpolitik und der dazu nötigen Finanzierung von fast einer Milliarde Franken überaus deutlich zustimmte. Sie war von 2016 bis 2019 Vizepräsidentin der Konferenz der kantonalen Gesundheitsdirektorinnen und -direktoren (GDK), deren Präsidentschaft sie am 1. Mai 2019 übernahm. Ab 2020 präsidierte Hanselmann die Schweizer Paraplegiker-Stiftung.